# 片岡鶴太郎
片岡鶴太郎（日语：／ Kataoka Tsurutarō，1954年12月21日—），是日本前职业拳击手，电视名人，演员和艺术家。憑藉在1988年的电影《幽异仲夏》中的角色，獲得第31届蓝丝带奖、第13届报知电影奖和第10届横滨电影节最佳男配角奖